# 2013 у науці

## Події
- 25 січня — математики з розподіленого проекту з пошуку простих чисел GIMPS оголосили про віднайдення 48-го простого числа Мерсенна {\displaystyle 2^{57885161}-1}, що містить 17 425 170 цифр в десятковому записі і є найбільшим відомим простим числом.[1]
- 27 січня — Міжнародний астрономічний союз присвоїв назву Вікіпедія малій планеті № 274301, відкритій в Андрушівській астрономічній обсерваторії, що розташована на Житомирщині.
- 1 лютого — ракета-носій Зеніт-3SL, що виконувала запуск за програмою «Морський старт», впала в Тихий океан неподалік від плавучої платформи.
- 14 лютого — Великий адронний колайдер зупинено для планового апгрейду прискорювача та детекторів. До кінця 2014 року очікується ріст енергії пучків протонів з 4 до 6,5—7 ТеВ[2].
- 15 лютого

- Поблизу Челябінська, над Уралом (Росія) вибухнув метеорит. Унаслідок дії ударної хвилі постраждало понад 1500 осіб, здебільшого через пошкодження битим склом.
- Астероїд 2012 DA14 пролетів біля Землі нижче від геостаціонарної орбіти штучних супутників.

- 13 березня — Швеція оголосила про намір збудувати у місті Лунд власний прискорювач заряджених частинок «European Spallation Source».
- 10 травня — часткове сонячне затемнення.
- 17 червня — відкрито раніше невідомий шар рогівкової оболонки ока, який отримав назву «Шар Дюа».
- 13 вересня — командою під керівництвом палеоантрополога Лі Берґера (Lee Berger) в Південно-Африканській Республіці, місцевості Колиска Людства в печері під назвою «Висхідна зоря» були знайдені залишки викопного виду людини Homo naledi[4][5].

## Досягнення та відкриття
- Учений із Донецька Іван Бондаренко винайшов шприц без пластику та скла, який не шкодить екології та знижує ризик поширення СНІДу й гепатиту С, оскільки голка шприца ламається, що унеможливлює повторне використання[6].

## Нагороди

### Премія з фундаментальної фізики
- Стівен Гокінг — за відкриття хокінгівського випромінення чорних дір та його глибокий внесок в дослідження квантової гравітації та квантових процесів у ранньому Всесвіті.
- Вчені ЦЕРНу: Пітер Дженні, Фабіола Джіанотті, Мішель делла Негра, Теджіндер Сінгх Вірді, Гвідо Тонеллі, Джо Інкандела, Лін Еванс — за провідну роль в науковому проекті, що призвів до відкриття частинки, схожої на Бозон Гіггса.
- Поляков Олександр Маркович — за відкриття, зроблені в теорії поля і теорії струн, а також відкриття магнітних монополів або так званих солітонів.

### Нобелівська премія
- З фізики — Франсуа Англер (Бельгія), Пітер Хіггс (Велика Британія) — за теоретичне відкриття механізму, який допомагає нам розуміти походження маси субатомних частинок й існування якого було доведено виявленням передбаченої елементарної частинки в експериментах ATLAS і CMS на Великому адронному колайдері в ЦЕРН[7]
- З хімії — Мартін Карплус (США, Австрія), Майкл Левітт (Ізраїль, США, Велика Британія) і Арі Варшель (Ізраїль, США) — за розвиток багатомасштабних моделей комплексних хімічних систем[8]
- З медицини та фізіології — Джеймс Ротман (США), Ренді Шекман (США) і Томас Зюдгоф (Німеччина) — за відкриття механізмів регуляції доставки везикул — головної транспортної системи наших клітин[9]
- З економіки — Ларс Петер Гансен (США) і Роберт Шиллер (США) — за їхній емпіричний аналіз цін на активи[10]

### Абелівська премія
П'єр Рене Делінь — «за революційний внесок в алгебраїчну геометрію, котрий трансформував теорію представлень, теорію чисел та багато суміжних галузей».

### Державна премія України в галузі науки і техніки
Докладніше: Лауреати Державної премії України в галузі науки і техніки за 2013 рік

### Премії НАН України імені видатних учених України
Докладніше: Премії НАН України імені видатних учених України — лауреати 2013 року

## Померли
- 5 січня — Віктор Кімакович, український медик і науковець, ендоскопіст.
- 10 січня — Федорук Павло Іванович, український науковець-кібернетик.
- 18 січня — Павловський Михайло Петрович, український хірург і вчений.
- 19 січня — Іщенко Дмитро Семенович, український вчений-філолог.
- 19 лютого — Роберт Колман Річардсон, американський фізик-експериментатор, лауреат Нобелівської премії.
- 25 лютого — Висоцький Михайло Степанович, білоруський автоконструктор, академік НАН Білорусі, Герой Білорусі (2006)[11]
- 27 лютого — Арутюнян Бабкен Арутюнович, вірменський історик, член-кореспондент Національної академії наук Республіки Вірменія, професор Єреванського державного університету[12].
- 28 лютого — Дональд Артур Глазер, американський фізик і нейробіолог, лауреат Нобелівської премії з фізики «За винахід бульбашкової камери» (1960).